# Europese weg 853
De Europese Weg 853 of E853 is een Europese weg die loopt van Ioannina in Griekenland naar de grens met Albanië.

## Algemeen
De Europese weg 853 is een Klasse B-verbindingsweg en verbindt het Griekse Ioannina met de grens met Albanië nabij Kakaviá en komt hiermee op een afstand van ongeveer 60 kilometer. De route is door de UNECE als volgt vastgelegd: Ioannina - Grens met Albanië.